# Willi Grabbert
Willi Grabbert (* 8. Oktober 1886 in Hamburg; † 17. Juni 1963 ebenda) war ein deutscher Politiker (SPD) und Mitglied der Hamburgischen Bürgerschaft.

## Leben und Politik
Willi Grabbert war gelernter Maurer und arbeitete ab 1919 als Gewerkschaftssekretär. Er trat 1908 in die SPD ein und war für seine Partei als Stadtverordneter in der damals selbständigen Stadt Harburg. 
Während der NS-Diktatur verlor er erst sein Arbeitsplatz und wurde zweimal inhaftiert. Im Rahmen eines Prozesses wurde er 1936 erstmals in Schutzhaft genommen. Im Rahmen der „Gewitteraktion“ 1944 wurde er ein weiteres Mal für 14 Tage inhaftiert.
Nach dem Zweiten Weltkrieg war er erst als Maurerpolier tätig und übernahm 1949 die Geschäftsführung der sozialdemokratischen Auerdruck GmbH. Den Posten übernahm er von dem 1948 an einem Autounfall verstorbenen Bürgerschaftsabgeordneten Paul Bugdahn.
Für die SPD war er Distriktvorsitzender im jetzt zu Hamburg gehörenden Bezirk Harburg. Er saß von Oktober 1946 bis Oktober 1949 in der ersten frei gewählten Bürgerschaft.